# Carrettieri
Carrettieri est une mélodie en dialecte sicilien composée par Alfonso Gibilaro et figurant au no 3  du recueil intitulé Quatro miniature siciliane. Elle est éditée à Londres en avril 1949 par Francis, Day & Hunter Ltd. (en) puis enregistrée le mois suivant sur microsillon pour le compte de His Master’s Voice par le ténor Beniamino Gigli. 
Carrettieri

Calatu è già lu suli intra lu mari

Si stancu vestia mia, iu puru tantu

Li roti chianu chianu fa girari

A casa tu mi porti ed iu ti cantu

Lu suli è naspressatu tuttu u jornu

Lu pruvulazzu quarnaravava ‘ntornu

Scattare là ‘a paglia e lu me pani

E avemu a cuminciari arré dumani
Le charretier

Le soleil s'est déjà couché par-delà la mer.

Tu es fatiguée, ma bête, et je me sens également fourbu.

Tu fais tourner les roues lentement, lentement.

Tu me ramènes au bercail, et je chante pour toi.

Le soleil nous a dardé de ses rayons la journée durant.

La poussière n'a cessé de tourbillonner autour de nous.

C'est en transportant la paille que je gagne mon pain

Et nous poursuivrons le même périple dès demain.